# ELOB
ELOB (англ. Elongin B) – білок, який кодується однойменним геном, розташованим у людей на короткому плечі 16-ї хромосоми. Довжина поліпептидного ланцюга білка становить 118 амінокислот, а молекулярна маса — 13 133.
| 10         |  | 20         |  | 30         |  | 40         |  | 50         |
| ---------- |  | ---------- |  | ---------- |  | ---------- |  | ---------- |
| MDVFLMIRRH |  | KTTIFTDAKE |  | SSTVFELKRI |  | VEGILKRPPD |  | EQRLYKDDQL |
| LDDGKTLGEC |  | GFTSQTARPQ |  | APATVGLAFR |  | ADDTFEALCI |  | EPFSSPPELP |
| DVMKPQDSGS |  | SANEQAVQ   |  |            |  |            |  |            |

A: Аланін

C: Цистеїн

D: Аспарагінова кислота

E: Глутамінова кислота

F: Фенілаланін

G: Гліцин

H: Гістидин

I: Ізолейцин

K: Лізин

L: Лейцин

M: Метіонін

N: Аспарагін

P: Пролін

Q: Глутамін

R: Аргінін

S: Серин

T: Треонін

V: Валін

Кодований геном білок за функцією належить до фосфопротеїнів. 
Задіяний у таких біологічних процесах, як транскрипція, регуляція транскрипції, убіквітинування білків, ацетилювання, альтернативний сплайсинг. 
Локалізований у ядрі.